# Альшевський Станіслав Володимирович
Станіслав Володимирович Альшевський (рос. Станислав Владимирович Альшевский; 9 травня 1991, м. Нижньокамськ, СРСР) — російський хокеїст, нападник. Виступає за «Нафтохімік» (Нижньокамськ) у Континентальній хокейній лізі. Кандидат у майстри спорту.
Вихованець хокейної школи «Нафтохімік» (Нижньокамськ). Виступав за «Нафтохімік-2» (Нижньокамськ), «Реактор» (Нижньокамськ), «Дизель» (Пенза).
Брат: Ярослав Альшевський.